# Cornulaca monacantha
Cornulaca monacantha és una espècie de planta dins la família de la  bleda que marca, fitogeogràficament el límit sud del desert del Sàhara on és una espècie comuna al nord i el centre. La seva distribució és el nord d'Àfrica, Núbia Aràbia, Iran i Paquistan (Balutxistan) 
El seu epítet específic, monacantha, prové del grec: una flor i fa referència al fet que fa flors solitàries (no agrupades).

## Descripció
Arbust llenyós de branques intricades que fa fins a un metre d'alçada. És de color verdós i es torna blanquinós o groguenc quan s'asseca. És glabre-glauc, excepte l'axil·la de les fulles. Les fulles fan fins a 2.5 mm, i són recorbades cap a l'interior amb espines que surten de les axil·les. Floreix el setembre, les flors són brunes ataronjades recobertes per una mena de llana espessa.

## Hàbitat
Viu en planes sorrenques i els uadis del desert. Resisteix el vent i es troba en els lloc més àrids del Sàhara.

## Usos
Tradicionalment usada com a medicinal al Marroc, és una excel·lent pastura pels dromedaris, es considera una planta de supervivència per a ells a qui no els importa que tinguin espines i que, d'altra banda, s'alimenten de qualsevol planta que trobin.